# VisualBoyAdvance
VisualBoyAdvance (сокращённо VBA) — свободный эмулятор портативных игровых консолей Game Boy, Game Boy Color и Game Boy Advance.
Кроме DirectX-версии для платформы Windows, есть и ещё одна, основанная на свободной платформо-независимой графической библиотеке SDL. Эмулятор доступен для различных операционных систем, включая Linux, BSD, macOS, Xbox, и BeOS. VisualBoyAdvance также был портирован на GameCube, Wii, WebOS, и Zune HD.

## Возможности
VisualBoyAdvance включает в себя следующие возможности:
- Полная поддержка сохранения состояния игры
- Поддержка джойстика
- Эмуляция Game Boy Printer
- Эмуляция Super Game Boy — рамка экрана и поддержка цветов
- Хакерские утилиты, в том числе логгеры, вьюеры и редактор
- Полная поддержка GamesharkAdvance и CodeBreakerAdvance (только для Windows)
- Отладчик GBA (в SDL-версии)
- Запись звука и видео
- Графические фильтры для повышения качества отображения: 2xSaI, Super 2xSaI, Super Eagle, AdvanceMAME, Pixelate и Motion Blur
- Создание скриншотов
- Патчинг IPS в реальном времени (используется в основном для фановских переводов и хаков)
- Кнопка ускорения

## VisualBoyAdvance-M
На данный момент развивается форк VisualBoyAdvance-M.